# Mopéléguin
Mopéléguin, parfois orthographié Mopéléguen, est une localité située dans le département de Ouahigouya de la province du Yatenga dans la région Nord au Burkina Faso.

## Géographie
Mopéléguin se trouve à 17 km au sud-ouest du centre de Ouahigouya, le chef-lieu du département, à 6 km au sud-ouest de Sissamba et à 3 km à l'est de la route nationale 10.

## Santé et éducation
Le centre de soins le plus proche de Mopéléguin est le centre de santé et de promotion sociale (CSPS) de Sissamba tandis que le centre hospitalier régional (CHR) se trouve à Ouahigouya.